# Amara nitida
Amara (Amara) nitida – gatunek chrząszcza z rodziny biegaczowatych, podrodziny Pterostichinae i pleminia Zabrini.

## Taksonomia
Gatunek został opisany w 1825 roku przez Jacoba Struma.

## Opis
Ciało długości od 7,2 do 8,5 mm, czarne ze stroną grzbietową miedzianą, czasem z zielonkawym, rzadko niebieskawym połyskiem. Pokrywy z punktem u nasady skróconego rzędu przytarczkowego. Rzędy pokryw pogłębiające się ku wierzchołkowi, a międzyrzędy ku niemu coraz bardziej wypukłe. Kolec końcowy goleni przednich odnóży pojedynczy. Uda mniej lub bardziej przyciemnione. Golenie w całości jasne, rude. Czułki przyciemnione, jednak 3 pierwsze człony i nasada 4 rude. Grzbietowa powierzchnia ciała prawie zawsze metaliczna. Przedplecze bez albo z bardzo słabą punktacją u nasady. Przypodstwaowy, uszczeciniony punkt przedplecza odsunięty od bocznej krawędzi. Przednie kąty przedplecza szeroko zaokrąglone, nieco wystające. Przednia krawędź przedplecza prawie ścięta, a tylna część prawie zawsze mniej lub bardziej punktowana, zwykle z wyraźnym wgłębieniem.

## Biologia i ekologia
Chrząszcz ten preferuje tereny otwarte, lecz spotykany też w miejscach zacienionych krzewami i pojedynczymi drzewami. Żyje na glebach piaszczystych, często z domieszką gliny.

## Występowanie
Gatunek głównie europejski. W Europie wykazany z Austrii, Belgii, Bośni i Hercegowiny, Bułgarii, Białorusi, Czech, Chorwacji, Danii, Estonii, Finlandii, Francji, Hiszpanii, Holandii, byłej Jugosławii, Korsyki, Luksemburgu, Liechtensteinu, Litwy, Łotwy, Macedonii Północnej, Mołdawii, Niemiec, Norwegii, obwodu królewieckiego, Polski, europejskiej Rosji, Rumunii, Sardynii, Słowacji, Słowenii, Szwecji, Szwajcarii, Ukrainy, Węgier, Wielkiej Brytanii i Włoch. Poza Europą znany z zachodniej Syberii.